# 下水処理場

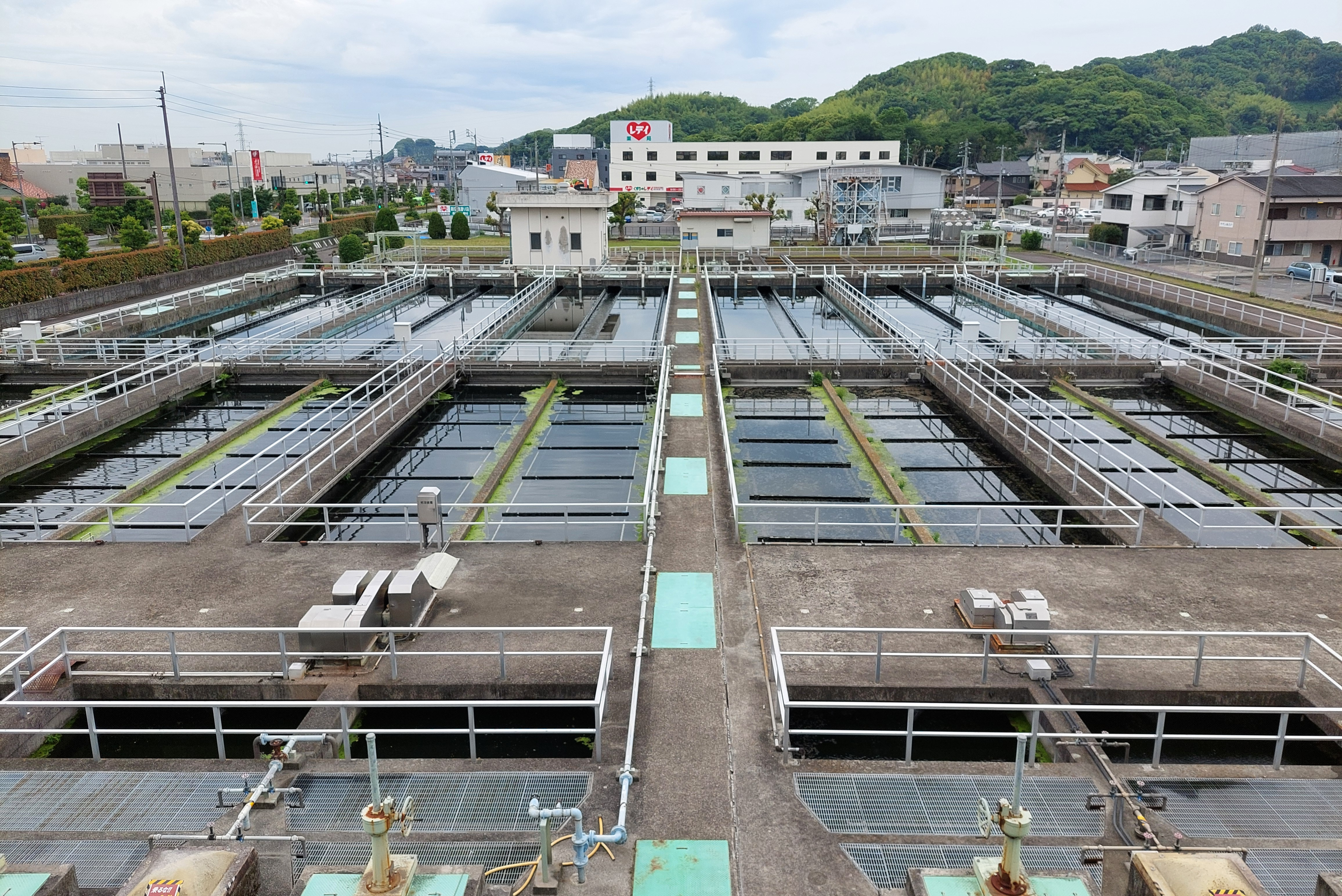
下水処理場の例。松山市下水道中央浄化センター（愛媛県松山市）。

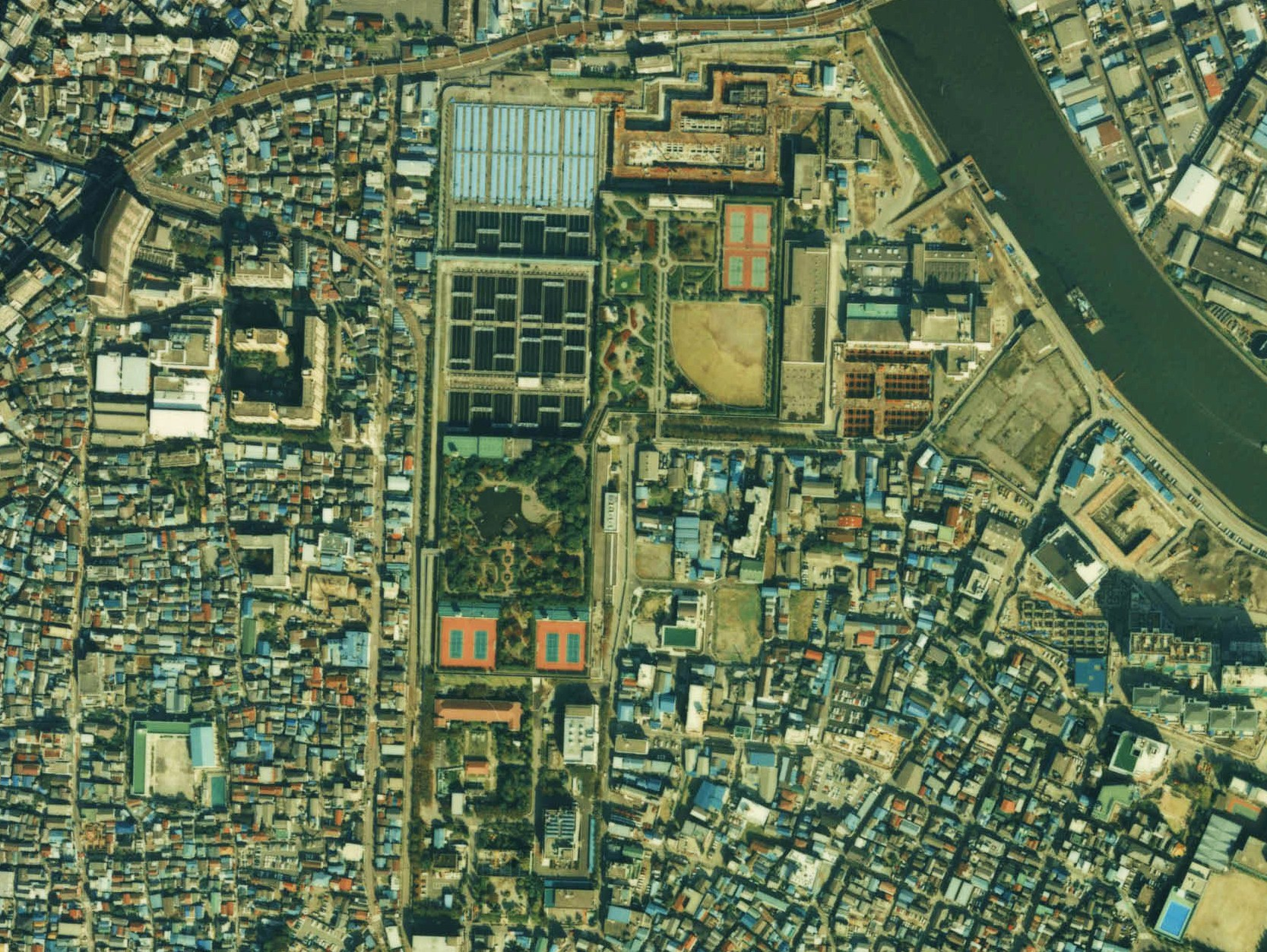
下水処理場の例。三河島水再生センター（東京都荒川区）。
（1989年撮影）

下水処理場（げすいしょりじょう）とは、下水道の汚水を浄化し、河川、湖沼または海へ放流する施設のことである。日本の下水道法では、「終末処理場」という用語を用い、「下水を最終的に処理して河川その他の公共の水域又は海域に放流するために下水道の施設として設けられる処理施設及びこれを補完する施設」と定義している。施設名称としては、ほかに浄化センター、水処理センター、クリーンセンター、水再生センターなどと呼ばれている。

## 概要
下水処理場は、下水道の目的における「浄化」を主な目的として建設・運営されるほか、汚水排除における消毒と、内水排除に付随する関連施設のコントロール拠点としての役割を担う。
処理工程を経て浄化された処理水は、消毒して公共用水域に放流されるか、工業用水等の雑用水として再利用される。放流水の利用先として最も高度なものは、上水源としての利用である。大都市では地下水源の利用が難しく、表流水より水質で勝る高度処理水は重要な水資源となっている。そのほか河川維持、修景、防火、消雪、灌漑、などに利用される。処理場内で再利用する場合、目的によっては消毒を省くこともある。
下水処理場の内部には、水処理施設と、水処理の過程で発生した汚泥処理施設を併せ持つ。水処理設備は、最初沈殿池、反応タンク、最終沈殿池、消毒施設などで構成され、汚水を一定基準まで浄化する機能を持つ。汚泥処理施設は、汚泥の濃縮・消化・脱水・焼却・脱臭などを行い、汚泥を減量・安定化したものにする。

## 歴史
中世ヨーロッパでは、コレラ・チフスなどが大流行した時期がある。このとき、上水と下水は明確に区別されておらず、共同井戸から水を汲み、し尿なども含めて開いた水路に流していたため、上水のなかに下水がまざることもめずらしくなかった。
そこで、感染症などの対策として、まず上水と下水を分離することが始まるとともに、下水を暗渠に集めることがなされた。
その後、下水をよりきれいにして河川に放流する技術が進んだ。大きなごみ・砂などを流さないようにするためのスクリーニング・沈殿にはじまり、汚水に含まれる有機物の除去による水質汚濁の改善を下水処理場で行っている。
しかしながら、今もなお、下水道整備が追いついていない都市近郊の河川で、垂れ流される汚水に含まれる有機物が溶存酸素を消費し尽くした結果、酸欠状態に陥り・水中生物の死滅・腐敗による水利障害・悪臭による住環境破壊などの被害が生じている。
日本では1922年（大正11年）3月26日、東京市三河島町に作られた三河島汚水処分工場（現三河島水再生センター）が稼働を開始。同国初の近代的な下水処理場となった。

## 水処理施設
下水処理場における水処理の工程は、最初沈殿池に至るまでに行う、物理的に固形物などを分離・除去する「一次処理(物理学的処理)」、微生物などを利用し、有機物を除去する「二次処理(生物学的処理)」がある。なお、後述のとおり、これら2つで処理で除去できない浮遊物・窒素・リン・有機物などを除去する「三次処理(高度処理)」も行われ始めている。
これら水処理工程を経て、消毒・滅菌し、処理水を河川や海へ放流する。
なお、最初沈殿池の前に、流入下水中の砂を除去する沈砂池や、下水流入量の変動を吸収するための汚水調整池を設けることもある。
これらの水処理において有機物を除去する主な目的に、河川の酸欠防止があげられる。汚水の中の有機物が溶存酸素を消費し尽くすか、著しく低くなると、河川の汚濁を招くためである。これを処理するために、二次処理が考案された。
また、病原体が消毒されずに河川へ流入すれば、感染症の流行に繋がるため、その対策も水処理として行われている。

### 最初沈殿池
主に比重差を利用し、重力沈降により下水中の沈殿性有機物を分離・除去する。反応タンクへ流入する水・汚泥の負荷を調整し、生物処理のための準備をする役目も持つ。ただし、オキシデーションディッチ法（OD法）のように、最初沈殿池のない下水処理場も存在する。

### 反応タンク
曝気槽とも言う。微生物などにより、下水中の有機物・窒素・リンを中心とした汚濁物質を処理する。

### 最終沈殿池
反応タンクで処理された活性汚泥の分離を行い、澄んだ処理水にする。

### 濾過施設
施設内で使用する水のためのものと、後述する、高度処理の一環として設置されているものがある。

### 消毒施設
放流する水を滅菌し、安全性を確保するための施設。塩素消毒が一般的であるほか、紫外線消毒・オゾン消毒といった消毒方法や、二酸化塩素や臭素系などの薬剤による消毒、膜で細菌を濾過・除去する方法などがとられている。

### 高度処理施設
主に処理水の活用や放流先の環境保全（特に閉鎖性水域（湖沼、閉鎖性の湾など）における富栄養化対策を主眼とすることが多い）を目的として、二次処理に付加し浄化を行うための施設。当然に相応の費用が求められるため普及は捗らなかったが、2003年の下水道法改正で促進される見通しとなった。
方法としては、反応タンクの処理方式の改良、濾過、凝集剤による沈殿促進などがある。
下水道の高度処理は京阪神地区に水道水を供給する琵琶湖を擁する滋賀県で、琵琶湖に排水される生活排水の中の窒素リンが原因で赤潮やアオコなどのプランクトンが大量発生。その対策として「滋賀県琵琶湖の富栄養化の防止に関する条例(琵琶湖条例)」と共に下水道整備と高度処理設備の設置が進められ、現在では琵琶湖に注ぐ下水道はすべて高度処理が施されている。また琵琶湖から流れる淀川水系の流域下水道では6ヶ所で高度処理設備は導入され、京都市の4ヶ所の下水処理場でも高度処理が行われ、鳥羽水環境保全センター吉祥院支所と伏見水環境保全センターでは匂いや染料の色度除去・消毒のためにオゾン処理が施されている。

## 下水処理場での水処理
下水処理場で行われる水処理には、物理的処理・生物的処理・化学的処理・消毒がある。

### 物理的処理
主に比重差を利用し、重力沈降により下水中の沈殿性有機物を分離・除去する「沈殿」が代表的である。浮遊性や溶解性の物質には効果が薄いが、ごく低コストである程度の浄化を行うことが出来る。その他、浮上、濾過などの物理的作用による処理工程が汚泥処理や高度処理で採用されている。

### 生物的処理
多くの有機物が微生物の生存と増殖で代謝・資化されることを利用し、下水中の溶解・浮遊性有機物を培養した微生物の餌とすることで水と炭酸ガス等に酸化分解する方式で、活性汚泥法が代表的である。「生き物」である微生物を適切に育成・管理する必要があるが、比較的低コストでかなり高度な浄化を行うことが出来るため、ほとんどの処理場で主処理（二次処理）工程として採用されている。生物的処理では細菌から原生動物、あるいは微小生物が混在して存在し、代謝・資化による物質循環と食物連鎖が成立していると考えられる。これらは多様な種に及び、無数の新種を抱えている模様だが、実務的には視覚的特徴に基づき分類・管理されている。
以下、生物的処理の詳細について詳述する。

#### 浮遊生物法
水を曝気・エアレーションにより酸素を溶解させ、同時に攪拌混合するエアレーションタンクを設け、その中に主に好気性微生物を浮遊滞留させて汚水を処理する方式。活性汚泥法と酸化池に分類される。このうち、活性汚泥法には次の方法がある。
標準活性汚泥法
基本となる方式で、汚水を6～8時間程度滞留させてその間に浄化する。
ステップエアレーション法
標準活性汚泥法の発展版。エアレーションタンクを4つ位に分割し、それぞれに汚水を流入させる方式。標準活性汚泥法よりも処理負荷をやや高くすることができる。
長時間エアレーション法
標準活性汚泥法の発展版。汚水を24時間程度滞留させて安定した処理を目指す小規模向きの方式。
酸素活性汚泥法
密閉したエアレーションタンクに純酸素を吹き込んで処理を行う方式。滞留時間を標準活性汚泥法の半分以下に抑えられるため、設備の設置面積を小さくできる。少ない。
オキシデーションディッチ（OD）法
流れるプールのような循環水路を用いた小規模向きの方式。小規模処理場では最も採用例が多い。
回分式活性汚泥法
ひとつのエアレーションタンクで生物処理と固液分離の行程を交互に行う小規模向きの方式。
膜分離活性汚泥法
固液分離を分離膜により行い、高濃度の活性汚泥で高い処理負荷（すなわち、小さい反応タンクと最終沈殿池以降の工程が不要な設備で標準活性汚泥法と同等以上の処理水質が得られること）を達成できる方式。

#### 生物膜法
接触材・濾材を配した水路や水槽、あるいは濾材を組み上げた濾床を設け、接触材表面に多様な微生物から成る生物膜を成長させて汚水を処理する方式。生物膜とは水中の固体表面に自然発生する、例えば川底の茶色いコケと同様のもので、好気から嫌気まで多種の微生物で構成される。接触材は水流と生物膜の重量に耐えるものとして、砕石やプラスチックが主に使われる。生物膜と汚水の接触方法、酸素の供給方法によりいくつか種類があり、生物膜が常に水面上にある、常に水面下にある、その中間、の3つに大別できる。それぞれ代表例を以下に記す。
散水濾床法
最初期の下水処理場で使用された生物処理法で、砕石に汚水を散水し空気中の酸素を利用する。処理水の水質が悪く、現在は採用されることがない。
接触酸化法
水槽中に接触材を沈め、曝気攪拌する。設備面では標準活性汚泥法と似ている。
好気性濾床法
下部から曝気を行っている濾床に汚水を通水することで、濾過と生物処理を同時に行う方式。最終沈殿池が不要である。
回転生物接触法・回転円板法
汚水に一部を浸した円板を横軸回転させ、生物膜に汚水と空気を交互に供給する。

#### 担体法
浮遊生物法と生物膜法の中間的な方式で、微生物を担持させた担体を水中で流動させ、汚水を処理する。担体の形状や材質
により、担体密度や撹拌方式（無撹拌～浮遊生物法なみ）により、担持させる微生物の種類により、多様な手法が開発・運転されている。
実施設では既存曝気槽を改造し担体を投入する例が多く、そのほか民間ではプラントとして有用物質製造を行う例まで幅広い。
結合固定化方法
微細なスポンジを曝気槽に投入し、中に生物膜を生育させて利用する例に代表され、下水処理向き。
包括固定化方法
工場で培養した微生物を担体と成形し利用する。生物反応塔での物質生産などで主流の方式。

### 化学的処理
薬品による放流水の消毒や、高度処理における金属イオンによるリン酸イオンの難溶化処理などがあげられるが、現代では有機物の浄化を行う主処理としては用いられていない。

### 消毒
処理水質への要求水準は多様だが、衛生的観点からは病原体の含まれないことは特に重要であり、消毒設備が設けられる。消毒とは人体への感染危険性を低減するもので、医学的・生物学的意味での滅菌とは異なる。病原体とは一部の細菌、ウイルス、原生生物や寄生虫などを指すが、中には消毒の難易度が高いものもある。
消毒効果を計る指標として大腸菌群が用いられる。培養と検出が容易で普遍的な腸内細菌であることを利用し、消化器系病原菌の残存を間接的に検出する。

#### 塩素消毒
次亜塩素酸による酸化および酵素反応の阻害による。次亜塩素酸は不安定なので固形塩素（次亜塩素酸カルシウムやトリクロロイソシアヌール酸の製剤）、次亜塩素酸ナトリウム、液化塩素、などを水に溶解させて生じさせる。これらの使い分けは主に施設規模に依り、後のものほど大規模処理向きである。
次亜塩素酸はpH7.5程度を境に消毒力が急減する（約100分の1）性質を持つほかアンモニアと反応してクロラミンに変化するため、処理水質の悪化などでアンモニア態窒素が大量に残留すると、影響が大きい。
また、細菌に対しては数mg/L以下でも効果を発揮するが、ウイルスを消毒するには200mg/L程度必要とされ、下水処理場の塩素消毒レベルでは事実上効果がない。これはウイルスは阻害されるべき酵素反応を行っていないため、生物学的に消毒（いわば毒殺）することが出来ず、化学的な酸化力により分解することで消毒するしかないためである。
このため、SRSV（ノロウイルス）などに対応するためには、それに適した消毒法・設備が必要となる。

#### 紫外線消毒
核酸が波長253.7nmの紫外線を吸収することで遺伝情報が損傷し、不活化する。このためウイルスに効果的で、その他にもハロゲン副生成物を生じず混和時間・設備が不要などの特長を持ち、雨天時放流水へも利用される。
紫外線は透過力が小さく、光をさえぎる懸濁物質に弱いため、固液分離不調による影響が特に大きい。また、残留消毒力を持たず、残留塩素濃度のような管理指標も無いため、後段に補完的な塩素消毒設備を追加する事もある。なお、一度不活化した細菌が日光などで再活性化する現象が知られているが、増殖能力の回復には至らず感染リスクは低いとされる。

#### オゾン消毒
オゾン分子や発生ラジカルにより、病原体の体そのものを酸化分解するもので、消毒以外にも高度処理で利用されている。オゾンは空気または分離した酸素から無声放電によりオンサイトで製造し使用する。オゾンは有害なので、処理水への溶解・反応設備の他に余剰ガスの分解設備や濃度監視装置などが必要となる。
オゾンによる酸化分解反応の効率は、化学反応の原則に従い水温に依存し、冬季など低温下で消毒力が低下するため、保温などの対策が必要となる。

#### その他
二酸化塩素や臭素系薬剤、膜濾過除去などが実用化されている。

### 高度処理
下水処理場での高度処理には、下記の方法が用いられる。
窒素・リン除去
通常、高度処理とは、窒素及びリンの除去を目的とした処理の事を言う。これは、生物反応槽内に、2種類以上の嫌気・無酸素・好気的な状態をつくりだすことで、好気性菌や通性嫌気性菌等の微生物を利用して、窒素やリンの除去を行う処理方法である。代表的な処理方法として、リン除去には、嫌気・好気法（AO法）。窒素除去には、循環式硝化脱窒法（無酸素・好気法）。窒素・リン除去には嫌気・無酸素・好気法（A2O法）が行われる。
また、生物処理によるリン除去が上手く行かなかった時に備えて、生物反応槽の最終部にポリ塩化アルミニウム（PAC）等の無機凝集剤を添加し、リン酸を凝集沈殿処理することもある。
（公共下水道においては、下水中に窒素分が多いため#標準活性汚泥法の反応槽では硝化が進み最終沈殿池で硝酸濃度が高くなる。すると最終沈殿池で脱窒反応（硝酸→亜硝酸→窒素）が発生し窒素ガスにより汚泥が浮上し固液分離が上手く行かず水処理に悪影響をもたらす。これを回避しようとして、硝化を抑制しようと反応槽内の溶存酸素量を下げたり、汚泥濃度を下げて運転すると糸状菌が大量発生して汚泥が沈降しないバルキングという状態になり、固液分離が上手く行かず水処理に悪影響をもたらす。公共下水道にとって脱窒は必須の技術である。）
濾過施設
最終沈殿池では比重差による固液分離を行うため、微量の懸濁物質が処理水に混入しがちである。そこで濾過施設を設置し、懸濁物質と同時にそれに含まれる物質を除去する。既存施設への追加が容易であり生物処理の不調に対する保険となるため比較的普及している。濾材には、砂からUF膜まで用いられているが、後者は再生水としてオフィス街へ供給されている。
オゾン酸化+生物活性炭
主にCODや色度除去を目的とする。オゾンの酸化力により生物処理が困難な難分解性有機物を低分子化し、後段の生物活性炭（BAC）により生物処理と吸着除去を行う、比較的新しい方式で浄水場でも利用される。
なお、都市下水においては、窒素分が多量に含まれていることから硝化を進めるようとすると処理水に多量の硝酸性窒素が含まれることになり沈殿槽において脱窒（硝酸→亜硝酸→窒素ガス）が起き、ガスが汚泥に付着浮上し固液分離に困難を生ずる。このため硝化を抑制する運転（低汚泥濃度・低酸素濃度）が行われるが、これもまた糸状菌の最適条件となり沈殿槽でバルキングと呼ばれる汚泥の膨化を招き固液分離に困難を生ずる。また硝化を抑制すると窒素分をアンモニアの状態で放流することになり極端なBODの上昇を招く。従って、都市下水道においては脱窒は必須の事項である。反応槽において脱窒を行っていない処理場では常に沈殿槽での脱窒による汚泥浮上とバルキングを繰り返し放流水質は常に悪い。
また、標準活性汚泥法の場合、嫌気・好気法（AO法）による生物脱窒法を行うのは反応槽の入り口一部を低酸素状態にすれば良く簡単に行える。これは通常反応槽は長く設計されており、いくつかに区切られているため一部だけ撹拌用の空気を少なくするだけで必要な低酸素（嫌気）状態になるからである。また返送率を上げなくても適当に戻流が発生し脱窒率を確保することができる。更に、流入水低水位運転時の水量変化による流入水停止時においても処理水のpHが低下しないという利点もある。なお、生物脱窒法を行うと必然的にリンの除去もできるが、過剰摂取されたリンが消化槽や配管において析出結晶化し、配管が詰まったりするので注意が必要である。

## 汚泥処理施設
下水処理場では汚水の水処理に伴い、大量の有機性汚泥が発生する。汚泥処理施設は、これを腐敗しないうちに迅速かつ衛生的に取り出しやすい形で場外へ搬出するとともに、処分や活用をしやすい形にするものである。
汚泥処理施設はほとんどの下水処理場に設けられている。基本的には、濃縮と脱水を行い、水分を85%以下まで脱水することが行われている。これは、汚泥を濃縮しただけでは水分が95%以上を占めており泥水状で扱いにくいためである。これを脱水し水分を85%以下にすると湿った泥土状となり、トラックの荷台に載せて運ぶことができ、廃棄物の処理及び清掃に関する法律上でも、有機汚泥の扱いとなるなど、容易に取り扱いができるようになる。
処理方法には、このほか、消化・乾燥・焼却・溶融などがあり、下水処理場の規模・最終処分の形態・処分先の条件などにあわせて様々な方法が組み合わされている。たとえば、一部の処理場では、濃縮した汚泥をパイプ圧送やタンク車による輸送で別の場所へ送り、処理することもある。

### 処理前の汚泥
終末処理場で発生する汚泥には、大きく分けて以下の二種類がある。
初沈汚泥
最初沈殿池での固形物分離による。無機分や酸化されていない有機物を多く含み、生汚泥とも呼ばれる。
余剰汚泥
生物処理による有機物浄化の過程で増殖した微生物。返送汚泥の一部を分岐して汚泥処理施設へ送る事が多い。

### 濃縮
初沈汚泥・余剰汚泥を別個・あるいは混合して、一定の濃度に濃縮する。濃縮の方法には、固形物の水相との比重差を利用する方法と、物理的な分離による方法がある。主に脱水工程での効率改善を図る目的で行われ、汚泥輸送を行う場合は、より重要となる。濃縮した中間生成物を、濃縮汚泥と呼ぶ。
重力濃縮
汚泥を沈殿槽に滞留させ、比重差と重力により濃縮を行う。最も基本的な方法だが、期待できる濃度は2～4%である。機械濃縮を行う場合も前段に何らかの重力濃縮を伴う例が多い。
機械濃縮
遠心法と濾過法があり、遠心法は重力濃縮の原理を遠心力によって強化した装置による。濾過法は最近開発された方法で、金属等のメッシュ上に凝集させた汚泥を載せ、重力濾過する。
浮上濃縮
微細な気泡を固形物に付着させ、比重差を逆転し水面に浮き上がらせて濃縮する。気泡の生成方法により、加圧法の各種と常圧法がある。加圧法は、汚泥に圧力を加えてガスを封入し一気に減圧しガス化させ気泡と汚泥を浮上濃縮させる方法である。常圧法は、界面活性剤で泡立てた気泡を高分子凝集剤を加えた汚泥に付着させ浮上濃縮させる方法である。機械濃縮のように特殊な装置が必要ないので、後者は小規模施設で導入が進んでいる。

### 脱水
脱水は、濃縮汚泥に無機凝結剤又は高分子凝集剤を添加し、脱水機で行われる。汚泥脱水の機構はまず、水中に分散している微細な固形物粒子（コロイド化していると考えられる）の表面電荷を中和し、凝集性を改善したのち高分子の糸で絡め集めフロックとする事からはじまる。フロックの大きさ強度は汚泥脱水機の方式により異なるため、適切な薬剤と添加率を選び、フロックの大きさ強度を調整するためと汚泥との混合状態を均質化するため適度な撹拌方法を選んでいる。濃縮汚泥にフロックを形成させたのち、遠心力や、濾過・圧搾力などを利用した脱水機で水分を分離する。その方法には下記のものなどがある。
真空濾過
濾布（ろふ：濾過用の布製フィルタ）と減圧用真空ポンプにより水分を吸引除去する、古典的方法。
遠心脱水機（デカンター）
家庭用洗濯機の脱水機と同様に、毎分数千回転する円筒内の遠心力で固液分離する。
ベルトプレス
幅広の2枚の濾布に濃縮汚泥を挟み込み、ローラーで圧搾して水分を搾り取る。
多重円盤
比較的新しい方式で、小型化無人化などを特長とする。多数の金属円盤を重ねたものを濾布に替えて使用する。
スクリュープレス
円筒スクリーン内のスクリュー部に汚泥を投入し、内体積を減少しながらスクリューで送り込み脱水する方法。脱水された汚泥は排出口より排出され、分離水は円筒スクリーン全体から排出し汚泥脱水を行う。

### 乾燥
脱水は取り扱いを容易とするが、まだ水分を多く含むため限界がある。また、消化工程を経ていない場合は腐敗しやすい。焼却工程やコンポスト処理に備え、さらに水分を減ずるため乾燥工程をおく場合がある。一部で天日乾燥も行われているが、大部分は熱源による機械乾燥である。熱エネルギーの与え方により直接乾燥と間接乾燥にわかれるが、後段の処理によって適切な方式を選定する。また、しばしば脱臭装置が必要となる。
このほかガスタービン発電機から出る高温の排気を利用して乾燥させるガスコジェネレーションを行い、汚泥から出た蒸気を使い発電するコンバインドサイクル発電の技術が確立している。
熱風乾燥
高温の空気をパイプ内で旋回させ、投入した脱水汚泥は数秒で乾燥される。効率に優れるが安定性で劣る。
機械攪拌乾燥
攪拌装置を設置した高温の円筒内で、数分から数十分かけて乾燥させる。運転条件の変動に強く安定している。高温の空気による直接加熱式と、円筒外部を熱媒で高温に保つ間接加熱式がある。
含水率を10～20%とすると乾燥汚泥肥料とできる。溶融炉へ送る場合は5～40%、微生物発酵でコンポストを製造するなら60～65%とし、焼却処理では自燃可能な70%を目標とする。

### 消化
濃縮汚泥を嫌気性微生物の作用で安定化し減量化するために行われる。適切な運転でメタンガスが得られるため、資源リサイクルの観点から再評価されている。主に、下記の方法で行われる。
1. 沈殿する汚泥と浮上する汚泥に分けて、沈殿する汚泥を1次消化タンクに投入。
2. 加温しながら1次タンクに送り込み酸発酵させ、その後2次タンクでメタン発酵させる[注 5]。30日ほど滞留させ汚泥からメタンガスを発生後、次の処理工程（汚泥の脱水又は焼却、堆肥化等）に移行する。
3. メタンガスが発生した汚泥に、凝集剤という粘度を付ける薬品を添加し、脱水機で汚泥を水分と固形物に分離させる。

### 焼却・溶融・炭化
脱水した汚泥を高温にし、焼却または溶融することで、減量化・安定化を図るとともに、無機化して、より安全なものにする。焼却による有害ガスの発生対策を行う必要がある。
なお、炭化といって、「炭」にする方法も開発されている。有害ガスの発生が少ないのが特徴である。

### 汚泥の減量化
活性汚泥法を用いる施設においては、生物槽に破砕した汚泥を戻して減量化するシステムが出てきている。これは、汚泥の発生そのものを減らそうとする試みである。
余剰汚泥に可溶化・再基質化処理を行い、生分解性を改善したのち生物処理工程へ戻す。処理法としてオゾン、強アルカリ、酵素、超音波、電解、熱、ミル、などが開発、実用化されている。このほか、槽内生態系の食物連鎖を長くする、低負荷で内生呼吸による自己酸化を促す、といった伝統的手法に基づくものもある。

## 生成物の処理・再資源化

### 汚泥の処理・利用
汚泥処理によって、消化の工程により「消化汚泥」、脱水の工程により「脱水汚泥」（脱水ケーキとも呼ばれる）が生成される。その他の工程でも、処理された汚泥などが生成される。
基本的には、下水汚泥は産業廃棄物として、焼却するかしないかの違いはあるものの、埋立処分されることが多い。すなわち「ごみ」となるため、各地の下水処理場では、先述のとおり、可能な限り減量する努力がなされている。汚泥処理方式により、発生する汚泥の性状や量も異なるため、課題も様々であるのが現状である。
一方で、「ごみ」の減量化のため再利用もなされており、焼却されて肥料、セメント原料に使用されるほか、圧力を加えて成型し、煉瓦などに加工されることもある。例えば、京都府南部の一部の地域では、汚泥から生成された煉瓦を、道路工事で歩道の部分に敷き詰めることも行われている。
なお、汚泥に含まれるリンを資源として活用する試みがある。岐阜市の下水処理場ではリンの回収設備が設置され、回収されたリンを利用して肥料が生産されている。

### 発生するガスの利用
汚泥そのものだけではなく、汚泥処理（消化など）によって発生したメタンガスを取り出しそれを燃料として火力発電・コンバインドサイクル発電して余熱を消化槽加温したり、神戸市では路線バスの燃料に再利用することも行われている。

## 課題

### 流入汚水の腐敗等
屎尿を多く含む都市下水本来の色は黄色である。しかし、多くの下水処理場で流入汚水の腐敗・白濁がみられる。多くの処理場で調整槽を設けて汚水を腐敗させ、ガスの発生によるフロック浮上を攪拌機で沈降させる等している。
流入汚水の腐敗は硫化水素の発生による管渠や処理施設の腐食を招くだけでなく、ガスの発生によって前処理における汚泥の沈殿・濃縮を妨げる。従って下水処理場において、流入汚水の腐敗を防ぐため流入水位は極限まで下げて運転しなければならない。流入水量が変化し一時的に流入汚水が無くなっても下記嫌気・好気法（AO法）を行っていれば放流水のpH低下などの問題はおこらない。栄養塩類の不足による汚泥の解体も数時間程度ではおこらない。むしろショック応答により汚泥の健全化に寄与するとも考えられる。

### 浄化による水産物への影響
下水道浄化能力向上による水質改善は喜ばしい事である。しかし「水質改善＝逆説的に水質の栄養分減少」による水産物の収穫減少が2019年6月に毎日放送により報じられ、兵庫県においては海水中の窒素濃度の下限を0.2gとする下限規制を検討する事となった。
また、近年の大阪湾でアサリなどの二枚貝に貝毒が広がっているのは、水質の改善が原因との報道もある。

## その他
図面上の略号は□で囲ったTの字で表される。
処理施設の能力は日平均、日最大、時間最大の水量負荷について立方メートル毎日で表示される。これらを設計負荷または設計能力と称し、計画下水量に基づく下水道計画の一環として定まる。
下水処理場は都市の成長と歩を合わせて拡大する事を想定して設計・建設されるため、最初（供用開始時）は少ない能力で暫定的に運転を開始し、管路網の拡大に合わせて数回の増設工事を重ねてゆくことが多い。それゆえ、初期計画時には存在しなかった問題や技術を取り込み、変更を重ねる事が珍しくない。
多くの終末処理場では熟練技術者による、これらの経緯を踏まえた有機的な運転管理が行われ、設計値をはるかに上回る浄化能力を発揮することも少なくない。

### 主な下水処理場
2006年度現在で日本には1500ほどの下水処理場が稼働している。対象地域の特色に合わせ、様々な設計・運営が工夫されている。
- 日本最大 東京都下水道局森ヶ崎水再生センター 処理能力：1,540,000m3/日（標準活性汚泥法）
- 日本最小 和歌山県不動谷浄化センター 計画処理水量：50m3/日（土壌被覆型礫間接触酸化法）
- 日本最初 東京都下水道局三河島汚水処分工場（現・東京都下水道局三河島水再生センター） 1922年運転開始[21]。（標準散水濾床法）